# Мост Вериге
Мост Вериге је мост планиран да повеже општине Херцег Нови и Тиват, раздвојене Бококоторским заливом, преко прелаза Вериге, који се налази на најужем делу залива. Мост ће бити дио Јадранске магистрале. Како је 2007. пројектна фаза завршена, радови могу почети чим се обезбиједе финансијска средства. Процјујењено је да пројекат кошта 48,5 милиона америчких долара. С обзиром да је Которски залив дио УНЕСКО-ве Свјетске баштине, УНЕСКО је имао неке недоумице у вези пројекта.